# Projecte Koussar
El Projecte Koussar, també conegut com el Projecte Kowsar, és un suposat programa de míssils balístics intercontinentals o d'abast intercontinental de la República Islàmica de l'Iran.

## Visió general
El programa suposadament és per a un IRBM amb un rang de 4.000 a 5.000 km.
El llibre Iran's Military Forces and Warfighting Capabilities d'Anthony H. Cordesman i Martin Kleiber esmenta el Projecte Koussar en la seva descripció dels projectes de míssils Shahab-5 i Shahab-6, que presumptament també es basen en el motor RD-216 . Segons el llibre, "l'esforç per desenvolupar un MBI amb el motor rus RD-216 en algunes fonts s'ha anomenat "Projecte Koussar". Els informes sobre els projectes de míssils segueixen sent incerts, i els mitjans de comunicació israelians i les fonts oficials han exagerat repetidament la naturalesa i la velocitat dels esforços iranians".
El llibre Teheran Rising d' Ilan Berman també esmenta el projecte dels míssils. Segons el llibre, "els grups de l'oposició han acusat que el desenvolupament de míssils obert de l'Iran emmascara un esforç clandestí molt més gran, que inclou tant el Shahab-5 de 4.000 quilòmetres d'autonomia com fins i tot un seguiment del míssil balístic intercontinental (MBI) conegut com el 'Kowsar. Segons els funcionaris d'intel·ligència nord-americans, s'estima que l'Iran ha avançat prou per permetre la prova dels components de l'MBI el 2005.